# استینتون، لیکلند جنوبی
استینتون (به انگلیسی: Stainton) یک روستا و محله مدنی در بریتانیا است که در South Lakeland واقع شده‌است. استینتون ۳۱۳ نفر جمعیت دارد.